# 马拉巴保利斯塔
马拉巴保利斯塔是巴西圣保罗州的一个市镇。总面积917.119平方公里，总人口3851人，人口密度4.2人/平方公里。